# Securigera carinata
Securigera carinata là một loài thực vật có hoa trong họ Đậu. Loài này được Lassen miêu tả khoa học đầu tiên.